# Sloanea terniflora
Sloanea terniflora är en tvåhjärtbladig växtart som först beskrevs av Moc. & Sess&é och Dc., och fick sitt nu gällande namn av Paul Carpenter Standley. Sloanea terniflora ingår i släktet Sloanea och familjen Elaeocarpaceae. Inga underarter finns listade i Catalogue of Life.